# Герг Бубани
Герг Бубани (на албански: Gjergj Bubani) е виден албански публицист и писател.

## Биография
Герг Бубани е роден на 20 януари 1889 година в населеното предимно с българи село Бобощица в православно семейство. Завършва френския лицей в Корча и технически университет в Атина, където учи химия. Мести се по-късно в Румъния, където има голяма албанска общност по това време. В периода 1920 - 1922 година Бубани работи за албанския национален седмичник „Шкипъри е ре“ (Shqipëri' e re, Нова Албания), публикуван първоначално в Букурещ, а от юли 1920 година – в Кюстенджа. В януари 1922 година Бубани започва да издава свой вестник, наречен „Додона“ (Dodona).
В май 1926 година започва да издава периодичното издание „Зъри шкипътар“ (Zëri shqipëtar, Албански глас). Работи също така като секртар в албанското консулство в Кюстенджа, а след това и в София. След завръщането си в Кюстенджа, Бубани става главен редактор на „Шкипъри е ре“, където също така пише статии под псевдонима Brumbulli (торен бръмбар). Именно в този вестник и в „Додона“ за пръв път се издават сатиричните стихове на Бубани. Той е също така автор на преводи на кратки разкази и пиеси от руски и румънски език. През периода 25 май 1932 година - 11 юли 1933 година е главен редактор на издавания на албански, румънски и френски националистически вестник „Косово“. Втора точка на политическата програма на вестника е създаването на федерална многонародностна Македония, с административно деление, изградено върху кантони - политическите характеристики на Швейцария - и с 5 държавнотворни народа -албанци, арумъни, българи, турци и гърци, всички със свои кантони. В 1936 година Бубани се мести със семейството си в Албания. Там той поема ръководството на вестник „Дрита“ и става пръв директор на Радио Тирана, което започва да се излъчва на 28 ноември 1938 година. В 1943 година Бубани става член на Италиано-албанското литературно общество.
По време на немската окупация Бубани работи в Министерството на културата на Албания. Арестуван е в дома си в Тирана на 13 ноември 1944 година малко след комунистическия преврат в страната. Осъден е на 15 години затвор и тежък труд от комунистически Специален съд за престъпници и врагове на народа в април 1945 година в обвинение за колаборационизъм с италианските фашисти. Изпратен е в трудовите лагери край Корча при извънредно тежки условия, но оцелява и е освободен след 5 години. Умира на 28 февруари 1954 година. Негов син е писателят Дионис Бубани.